# رشيد بلحبيب
رشيد بلحبيب أكاديمي وكاتب ولغوي مغربي ولد في 20 أكتوبر 1959 بمدينة وجدة بالمغرب.  

## سيرته
- دكتوراه الدولة: تخصص: نحو وصرف، سنة 1993م، جامعة محمد الأول، كلية الآداب، المغرب.

موضوع الأطروحة: التقديم والتأخير في التراث النحوي والبلاغي وعلاقته بالمعنى.
إشراف: الأستاذ الدكتور التهامي الراجي الهاشمي.
مناقشة الأساتذة: الدكتور حسن الأمراني، الدكتور عبد الكريم مشهداني والدكتور محمد بوحمدي.
التقدير: حسن جدا، مع التوصية بالطبع.
- الماجستير / دبلوم الدراسات العليا: تخصص: نحو وصرف، سنة 1987م، جامعة القاهرة، كلية الآداب، جمهورية مصر العربية.

موضوع البحث: النكت في شرح الخفي من كتاب سيبويه للأعلم الشنتمري، دراسة وتحقيق.
إشراف: الأستاذ الدكتور محمود علي مكي.
مناقشة الأساتذة: الدكتور محمود فهمي حجازي والدكتور كمال بشر.
التقدير: ممتاز.
- الليسانس / البكالوريوس: سنة 1983م، جامعة محمد الأول، كلية الآداب والعلوم الإنسانية، وجدة، المغرب.

بحث التخرج: ظاهرة الشذوذ في النحو العربي.
إشراف: الأستاذ مصطفى بنحمزة.
- الباكالوريا / الثانوية العامة: سنة 1979م، ثانوية زيري بن عطية، وجدة، المغرب.

الشهادة الابتدائية: سنة 1971م، مدرسة مولاي عبد الله، وجدة، المغرب.

## جهات العمل
- جامعة محمد الأول، كلية الآداب والعلوم الإنسانية، المملكة المغربية، 1987 – 1998م.
- كلية التربية، وزارة التعليم العالي، سلطنة عمان، 1998 – 2001م.
- جامعة الإمارات العربية المتحدة، كلية العلوم الإنسانية والاجتماعية، الإمارات العربية المتحدة، 2001 – 2005م.
- جامعة محمد الأول، كلية الآداب والعلوم الإنسانية، المملكة المغربية، 2005 – 2008م.
- جامعة قطر، كلية الآداب والعلوم، دولة قطر، 2008 – 2014م.
- جامعة محمد الأول، كلية الآداب والعلوم الإنسانية، المملكة المغربية، 2014 إلى الآن.

## مؤلفاته
- ضوابط التقديم وحفظ المراتب في النحو العربي، منشورات كلية الآداب والعلوم الإنسانية، جامعة محمد الأول، وجدة، المغرب. دار النجاح الجديدة، الدار البيضاء، المغرب. سنة: 1998م.
- النكت في تفسير كتاب سيبويه للأعلم الشنتمري دراسة وتحقيق – 3 مجلدات، طبع بأمر من محمد السادس، وزارة الأوقاف والشؤون الإسلامية، دار فضالة، المغرب. سنة:1999م.
- المنظومة اللغوية وتكامل المعرفة: قراءات في الحدث اللغوي وأبعاده الدلالية والأسلوبية، دار العالم العربي للنشر والتوزيع، دبي، الإمارات العربية المتحدة. سنة: 2005م.
- من تراث الأعلم الشنتمري: المسألة الزنبورية، ومسألة المسهب، دار الطالب، للطباعة والنشر، المغرب. سنة: 2008م.
- الأرخبيل، نصوص لغوية مترجمة، دار إنفو برانت للطباعة والنشر، المغرب. سنة: 2009م.
- المتعة في تعلم اللغات: تحد منهجي لفابيو كاوون – ترجمة، وزارة الثقافة الدوحة، إدارة البحوث والدراسات الثقافية، قطر. سنة: 2012م.

### كتب جماعية
- كتاب: الألسنية المعاصرة واتجاهاتها، الجامعة الإسلامية، بماليزيا. طبعة أولى 2011، كوالالمبور، ماليزيا، عنوان الفصل: مراعاة الفائدة في التصور اللغوي العربي: رؤية جديدة. – (تأليف جماعي).
- كتاب: الألسنية المعاصرة واتجاهاتها، الجامعة الإسلامية، بماليزيا. طبعة أولى 2011، كوالالمبور، ماليزيا، عنوان الفصل: مراعاة الفائدة في التصور اللغوي العربي: رؤية جديدة. – (تأليف جماعي).
- كتاب: نحو معجم تاريخي للغة العربية، المركز العربي للأبحاث ودراسة السياسات، بالدوحة. (مجموعة من المؤلفين)، طبعة أبريل 2014، بيروت، لبنان، عنوان الفصل: الإطار التصوري والمنهجي لمشروع المعجم التاريخي للغة العربية. (بحث جماعي)، من الصفحة 19 إلى الصفحة 31.

## مشاركات في المؤتمرات والندوات
- المؤتمر الوطني الثالث للغة العربية: (اللغة العربية وسؤال المعرفة)، نظمه الائتلاف الوطني من أجل اللغة العربية، يومي 28 و29 ديسمبر 2015م.، بالمكتبة الوطنية للمملكة المغربية، بالرباط. موضوع المشاركة: (اللغة العربية والمعرفة العلمية بحثا وتدريسا).
- المؤتمر الدولي: (القرآن الكريم في عصر العولمة)، نظمته كلية أصول الدين، جامعة السلطان الشريف علي الإسلامية، سلطنة بروناي، بتاريخ 11 – 12 سبتمبر 2013م.، موضوع المشاركة: القراءات الحداثية للقرآن الكريم: الأقنعة والخلفيات (مؤتمر علمي محكم).
- المؤتمر الدولي الرابع: (تعليم اللغة العربية لأغراض خاصة) نظمه قسم اللغة العربية بالجامعة الإسلامية العالمية، كوالالمبور، بتاريخ 15 – 16 – 17 مايو 2013م.، موضوع المشاركة: تراث اللغة العربية التعليمي: من أجل عربية ميسرة لأغراض خاصة (مؤتمر علمي محكم).
- ندوة خبراء المعجم التاريخي للغة العربية، نظمها المركز العربي للأبحاث ودراسة السياسات بالدوحة، قطر، الاجتماع الثالث، بتاريخ 10 – 11 مارس 2013م. عضو اللجنة التنظيمية، ورئيس جلسة.
- ندوة خبراء المعجم التاريخي للغة العربية، نظمها المركز العربي للأبحاث ودراسة السياسات بالدوحة، قطر، الاجتماع الثاني، بتاريخ 6 – 7 يناير 2013م. عضو اللجنة التنظيمية، ومقرر الجلسات الخمس.
- ندوة خبراء المعجم التاريخي للغة العربية، نظمها المركز العربي للأبحاث ودراسة السياسات بالدوحة، قطر، الاجتماع الأول، بتاريخ 10 – 11 نوفمبر 2012م. عضو اللجنة التنظيمية، ورئيس الجلسة الرابعة.
- ندوة: (أهمية اللغة العربية في البحث العلمي)، 11 ديسمبر 2012م.، نظمتها كلية الدراسات الإسلامية في قطر، جامعة حمد بن خليفة، مركز اللغات، الدوحة، قطر، موضوع المشاركة: (اللغة العربية أداة للبحث العلمي).
- المؤتمر الدولي: (مركزية القرآن الكريم في نظرية المنهاج النبوي) 1 – 2 ديسمبر 2012م.، نظمه المركز الدولي للأبحاث والدراسات التربوية والعلمية، والمعهد الأوربي للعلوم الإسلامية، ومركز وقف الدراسات الإسلامية، استانبول، تركيا، موضوع المشاركة: (لغة القرآن الكريم عند الشيخ ياسين: المنزلة والوظائف).
- المؤتمر الدولي الأول: (العلوم الاجتماعية والإنسانية في العالم الإسلامي) 28 – 29 – 30 مايو 2012م.، نظمه مركز البحوث والاستشارات الاجتماعية، جامعة لندن، المملكة المتحدة، موضوع المشاركة: (التعدد اللغوي وسؤال الهوية).
- SCRLondons First International Conference on Social Sciences and Humanities inThe Islamic Word 28 – 30 May 2012. University of London. Pee-reviewed Proceeding.
- المؤتمر الدولي: (الوقف العلمي : من التجربة الحضارية إلى الخبرات المؤسسية المعاصرة)، 22 – 24 أبريل 2012م.، نظمه مركز الدراسات والبحوث الإنسانية والاجتماعية وجدة، المملكة المغربية، موضوع المشاركة: (وقف الكتاب: من الصيغة الورقية إلى الصيغة الرقمية).
- المؤتمر الدولي: (اللغة العربية ومواكبة العصر)، 9 – 11 أبريل 2012م.، نظمته الجامعة الإسلامية، وزارة التعليم العالي، المملكة العربية السعودية، موضوع المشاركة: (فطرة الدفاع عن اللغة الأم بين التفعيل والتعطيل).
- المؤتمر السنوي الأول للعلوم الاجتماعية والإنسانية، 24 – 26 مارس 2012م.، (الهوية واللغة في الوطن العربي)، نظمه المركز العربي للأبحاث ودراسة السياسات بالدوحة، قطر، موضوع المشاركة: (الهويات اللغوية في المغرب بين التسامح والتصادم).
- المؤتمر الدولي الثاني للغات، 22 – 24 أبريل 2011م.، (المهارات اللغوية الدقيقة)، نظمه مركز اللغات بالجامعة الإسلامية العالمية في ماليزيا، موضوع المشاركة: (مهارات اللغة العربية : أهميتها وطرلأ اكتسابها).
- مؤتمر (تحديات تدريس العربية في القرن الواحد والعشرين)، نظمتها جامعة كارنيجي ميلون في قطر، 9 – 10 فبراير 2011م.، موضوع المشاركة: (تحديات تدريس اللغة العربية في المجتمع التعليمي).
- ندوة (قراءة النص الشرعي بين الأصالة والمعاصرة)، نظمها قسم الأصول والفقه، بكلية الشريعة، جامعة قطر، 22 ديسمبر 2010م.، موضوع المشاركة: (القراءات الحداثية للقرآن الكريم: الأقنعة والخلفيات).
- المؤتمر الدولي اللغة العربية والدراسات الإسلامية المستقبل والتطلع نحو الفكر الإنساني الموهوب، نظمته جامعة العلوم الإسلامية الماليزية، كلية دراسات اللغات الرئيسية نيلاي، نجري سمبيلان، 23 – 25 يونيو 2010م.، موضوع المشاركة: (الخصائص اللسانية للغة العربية قراءة في أسباب القوة ومظاهر العودة).
- المؤتمر الدولي (الأدب العربي في الأندلس)، نظمته جامعة علي كره الإسلامية، الهند، أيام 24 – 26 مارس 2009م.، موضوع المشاركة: (جهود الأعلم الشنتمري في خدمة الشعر العربي في الأندلس رواية ودراية).
- المؤتمر الدولي: (اللغة العربية والعولمة وجها لوجه)، نظمته جامعة مالانك الحكومية، باتو مالانك جاوا الشرثية، إندونيسيا، أيام 23 – 25 نوفمبر 2008م.، موضوع المشاركة: (قراءة في التحديات التي تواجه اللغة العربية في مجالي التدريس والمعالجة الآلية).

يوم دراسي حول: (دور المدرسة في تنمية السلوك المدني) نظمته مؤسسة الرميساء ومركز الدراسات والبحوث الإنسانية والاجتماعية والمجلس العلمي المحلي بأكاديمية وزارة التربية، بوجدة، المغرب، يوم السبت 19 أبريل 2008م.، عنوان المشاركة: (السلوك المدني مفهوما وممارسة).
- مؤتمر (اللغة العربية والتنمية البشرية: الواقع والرهانات) نظمه مركز الدراسات والبحوث الإنسانية والاجتماعية بتعاون مع جامعة محمد الأول والمجلس العلمي المحلي، بوجدة، 15 – 16 – 17 أبريل 2008م.، عنوان المشاركة: (اللغة العربية وسيلة للتنمية).

## تكريمات
- تكريم الجمعية الدولية للمترجمين واللغويين العرب – بتاريخ 1 يناير 2007م. الموافق 12 ذي الحجة 1427هـ.

## روابط خارجية
- رشيد بلحبيب على موقع أرشيف الشارخ.
- صفحة رشيد بلحبيب على موقع goodreads.com